# باهيا أكسينوس
باهياأكسينوس (الاسم العلمي: Bahiaxenos) ويعني غريب باهيا (ولاية برازيلية)، هو النوع الوحيد في فصيلة Bahiaxenidae، وهو نوع من الحشرات المجنحة. تم اكتشافه ووصفه في عام 2009 في الكثبان الرملية الأثرية المرتبطة بنهر ساو فرانسيسكو في باهيا بالبرازيل.